# يوروهيبس

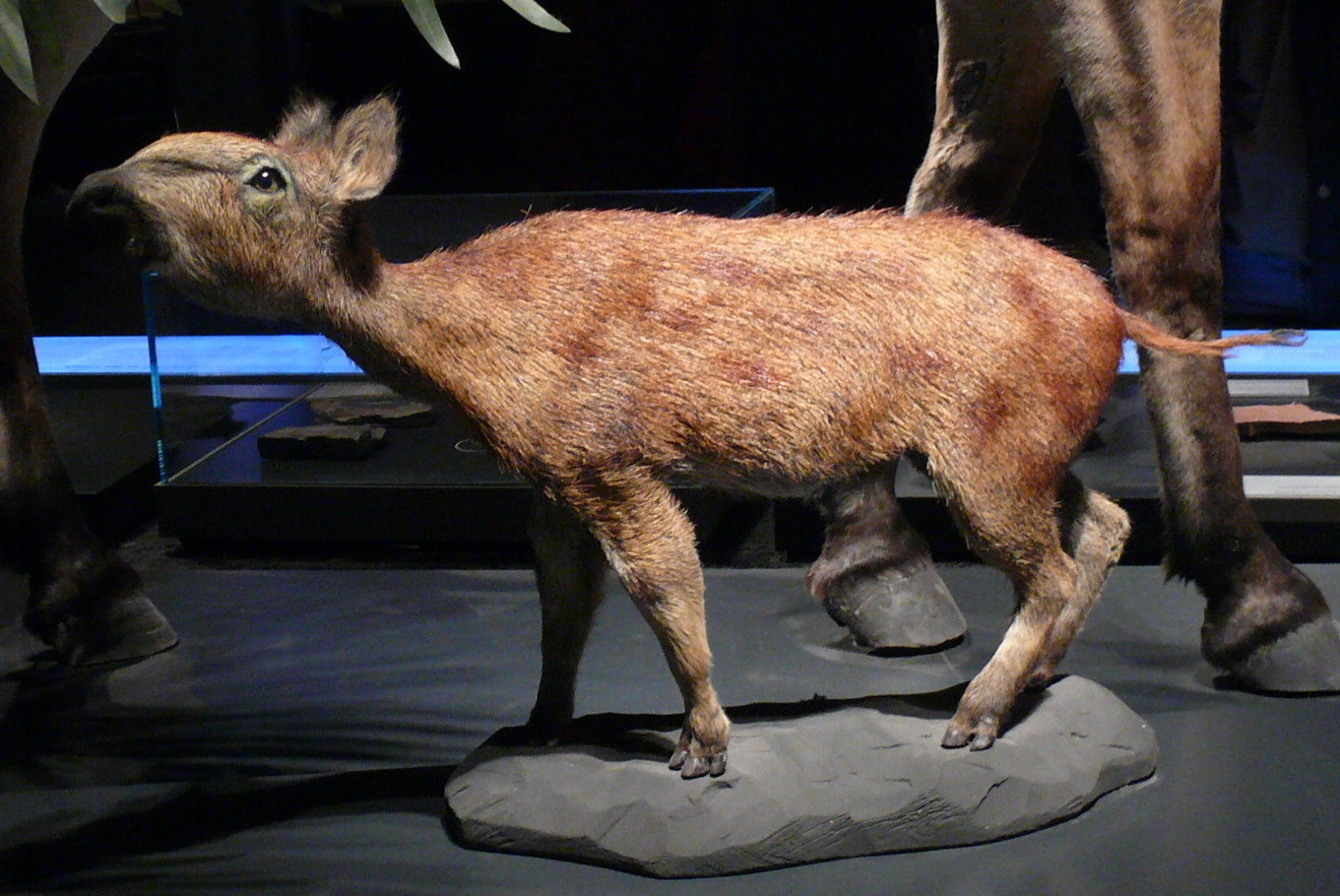
موديل E. parvulus

اليوروهيپس (Eurohippus) هو جنس منقرض من الخيليات، اعتبر نوعه لفترة طويلة جزءًا من البروبالايوثيريم واللوفايوثيريم، وقد وُصفت عينة حامل في سنة 2015.

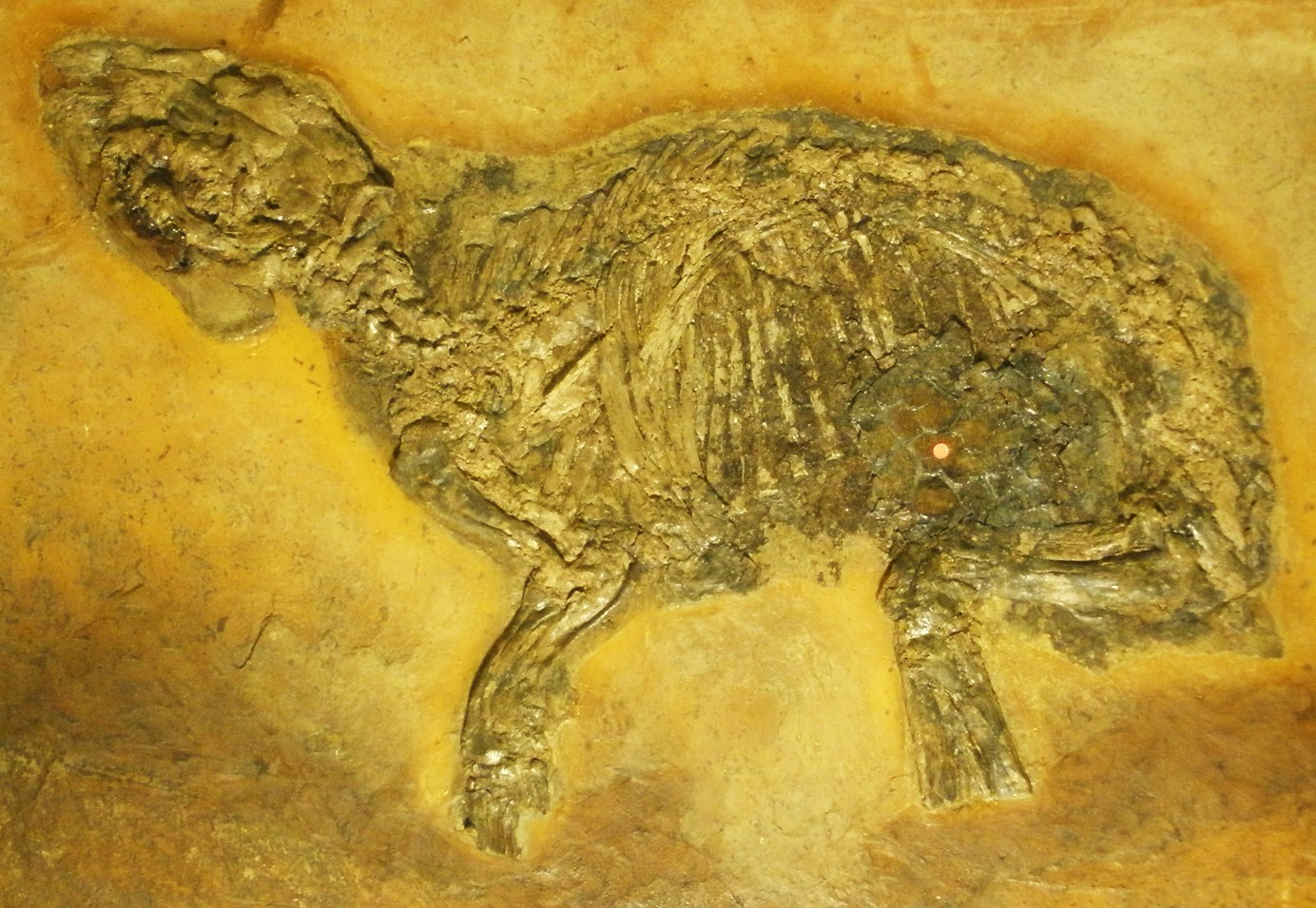
حفرية E. parvulus